# جامعة صن شاين كوست
جامعة صن شاين كوست هي جامعة عامة في أستراليا تأسست عام 1994. تقع في مدينة صن شاين كوست.

## إحصائيات
يبلغ عدد طلاب الجامعة 12,000 طالب.

## وصلات خارجية
- الموقع الرسمي